# 2006. március 24-i konzisztórium
A 2006. március 24-i konzisztóriumot XVI. Benedek pápa hívta össze február 22-én. Összesen 15 új bíborost kreált, közülük 12 pápaválasztó (80 év alatti).
| Nº                         | Ország                    | Név                                 | Életkor                | Hivatal                                                                           |
| Pápaválasztó bíborosok     | Pápaválasztó bíborosok    | Pápaválasztó bíborosok              | Pápaválasztó bíborosok | Pápaválasztó bíborosok                                                            |
| -------------------------- | ------------------------- | ----------------------------------- | ---------------------- | --------------------------------------------------------------------------------- |
| 1                          | Amerikai Egyesült Államok | William Joseph Levada               | 69                     | a Hittani Kongregáció prefektusa                                                  |
| 2                          | Szlovénia                 | Franc Rodé C.M.                     | 71                     | a Megszentelt Élet Intézményei és Apostoli Élet Társaságai Kongregáció prefektusa |
| 3                          | Olaszország               | Agostino Vallini                    | 65                     | az Apostoli Szignatúra Legfelsőbb Bírósága prefektusa                             |
| 4                          | Venezuela                 | Jorge Liberato Urosa Savino         | 63                     | a Caracasi főegyházmegye érseke                                                   |
| 5                          | Fülöp-szigetek            | Gaudencio Borbon Rosales            | 73                     | a Manilai főegyházmegye érseke                                                    |
| 6                          | Franciaország             | Jean-Pierre Bernard Ricard          | 61                     | a Bordeaux-i főegyházmegye érseke                                                 |
| 7                          | Spanyolország             | Antonio Cañizares Llovera           | 60                     | a Toledói főegyházmegye érseke                                                    |
| 8                          | Dél-Korea                 | Nicholas Cheong Jin-Suk             | 74                     | a Szöuli főegyházmegye érseke                                                     |
| 9                          | Amerikai Egyesült Államok | Seán Patrick O’Malley O.F.M. Cap.   | 61                     | a Bostoni főegyházmegye érseke                                                    |
| 10                         | Lengyelország             | Stanisław Dziwisz                   | 66                     | a Krakkói főegyházmegye érseke                                                    |
| 11                         | Olaszország               | Carlo Caffarra                      | 67                     | a Bolognai főegyházmegye érseke                                                   |
| 12                         | Kína                      | Joseph Zen Ze-kiun S.D.B.           | 74                     | a Hongkongi egyházmegye püspöke                                                   |
| Nem pápaválasztó bíborosok |                           |                                     |                        |                                                                                   |
| 13                         | Olaszország               | Andrea Cordero Lanza di Montezemolo | 80                     | a Falakon-kívüli Szent Pál-bazilika főpapja                                       |
| 14                         | Ghána                     | Peter Poreku Dery                   | 87                     | a Tamalei főegyházmegye nyugalmazott érseke                                       |
| 15                         | Franciaország             | Albert Vanhoye S.J.                 | 82                     | a Pápai Biblikus Bizottság nyugalmazott titkára                                   |